# Семь извлечений из Облачного Книгохранилища
Юньцзи цицянь (кит. трад. 雲笈七籤, пиньинь 雲笈七籤, палл. Yunji qiqian;  Семь извлечений из Облачного Книгохранилища) — систематизированная коллекция (антология) даосских канонических сочинений, собранная в XI веке. Входит в Даосский канон  как том 1032. Подготовил  Чжан Цзюньфан 張君房 в эру правления Тяньси (天禧), соответствующий годам 1017—1021 династии Северная Сун. В сборник включены многие древние труды или выдержки из них. Юньцзи цицянь называют также "малым даосским каноном", потому что в антологии представлены многочисленные значимые даосские сочинения.
Понятие "облачное книгохранилище" приобрело значение в школе Шанцин (Высшей Чистоты) в IV—V веках. Космогония этой школы рассматривала многоуровневые небеса, на которых живут небожители.  “Чжэнь-жэнь” (истинные люди) — бессмертные, обитающие на высших уровнях. Там существуют "прежденебесные книги", в которых хранятся множество секретов, в том числе — как достичь бессмертия. Эти книги хранятся в "облачных книгохранилищах". Эти тексты как правило попадали к людям через записи откровений, их записывали медиумы со слов высших небожителей. Извлечения из облачного книгохранилища — существенная часть Шанцинского канона, который лёг в основу первого раздела Дао цзана.

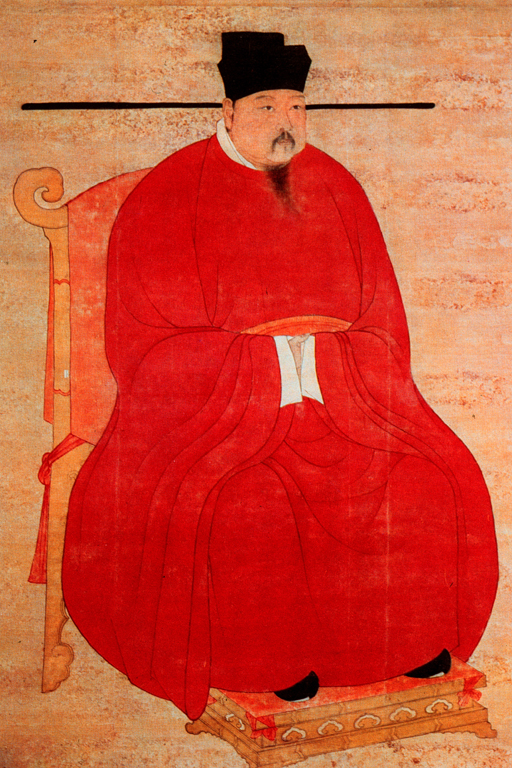
Император Чжэнь-цзун (династия Сун).

## Критическая оценка
Датский синолог и исследователь канона Кристофер Скиппер (1986, стр. 967) выделяет в тексте Юньцзи цицянь четыре проблемы, связанные с изучением трактата. 
1. Хотя в предисловиях к изданию и в работах специалистов по манихейству говорится, что в канон включены манихейские работы, настоящий текст Юньцзи цицянь не позволяет выделить манихейских включений.
2. Несмотря на название, текст не делится на семь частей и такое деление не просматривается.
3. В тексте полностью отсутствуют литургические материалы, описания ритритов, ритуалов, хотя в тексте имеются талисманы, схемы и карты, что позволяет сделать вывод, что текст не является антологией даосского канона эпохи Сун.
4. Судя по всему современная редакция текста в основном соответствует оригинальному тексту, но трудно объяснить несоответствие предисловия и содержания энциклопедии.

## Переиздания
- Сибу цункань (в период минской династии)